# Station Rotterdam Noord
Station Rotterdam Noord is een station in de Rotterdamse deelgemeente Noord, gelegen aan de spoorlijn Rotterdam Centraal – Gouda. Het ligt aan de vroegere Ceintuurbaan op dezelfde plaats als de vroegere halte Hillegersberg, die in 1899 geopend werd.
Met de verlegging van het treinverkeer uit de richting Gouda van station Rotterdam Maas naar het Centraal Station via deze route, werd station Rotterdam Noord op 4 oktober 1953 geopend. Het ligt na een spoorviaduct over de Bergweg die vlak daarna in de Straatweg overgaat, de verbindingsweg van de stad met Hillegersberg; het viaduct is het bovenstuk van het zogeheten Muizengaatje.
Het station is van architect Sybold van Ravesteyn, die het station in de stijl van de Nieuwe zakelijkheid heeft ontworpen. Het stationsgebouw is niet meer als zodanig in gebruik en is nu een Café. Café ‘t Viaduct heeft zich daar gehuisvest sinds december 2017. Het stationsgebouw staat tussen de spoorbaan en een viaduct in de autosnelweg A20.
Naast de sprinters van NS hebben ook de tramlijnen 4 en 6 hier een halte, alsmede buslijn 174 en BOB-bus B17 van de RET.
In de nabijgelegen oude goederenloods is een Radiomuseum gevestigd.

## Treinen
Het station wordt in de dienstregeling 2025 door de volgende treinseries bediend:
| Serie | Treinsoort    | Route | Bijzonderheden |
| ----- | ------------- | --- | -------------- |
| 4000  | Sprinter (NS) | Uitgeest – Zaandam – Amsterdam Centraal – Breukelen – Woerden – Gouda – Rotterdam Noord – Rotterdam Centraal |                |

## Ontwikkeling aantal reizigers
Het aantal door NS vervoerde reizigers (per gemiddelde werkdag) ontwikkelde zich sedert 2019 als volgt:
| Jaar | Aantal reizigers |
| ---- | ---------------- |
| 2019 | 2.577            |
| 2020 | 1.215            |
| 2021 | 1.270            |
| 2022 | 1.766            |
| 2023 | 1.989            |
| 2024 | 2.035            |

## Afbeeldingen

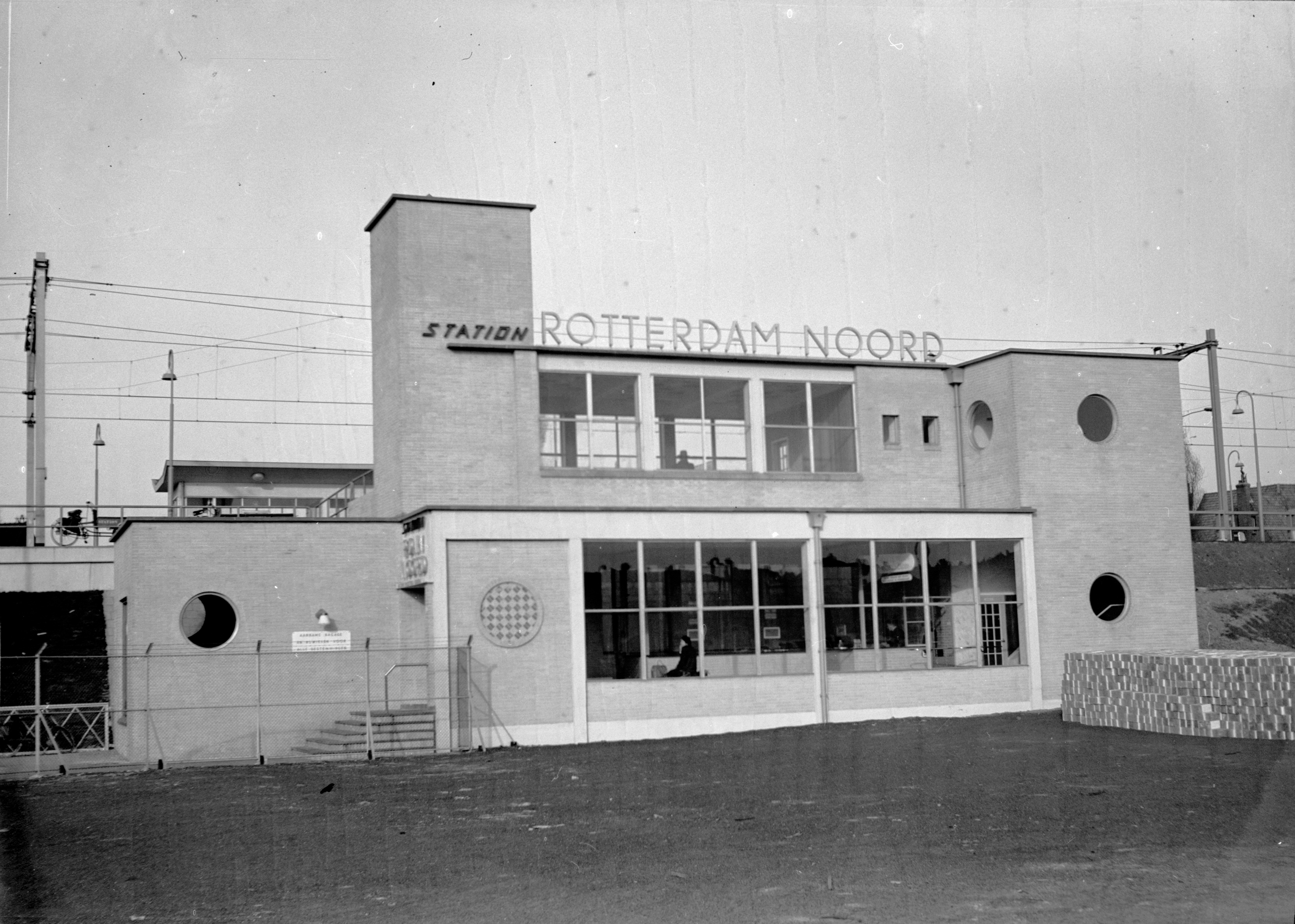
Station in 1954
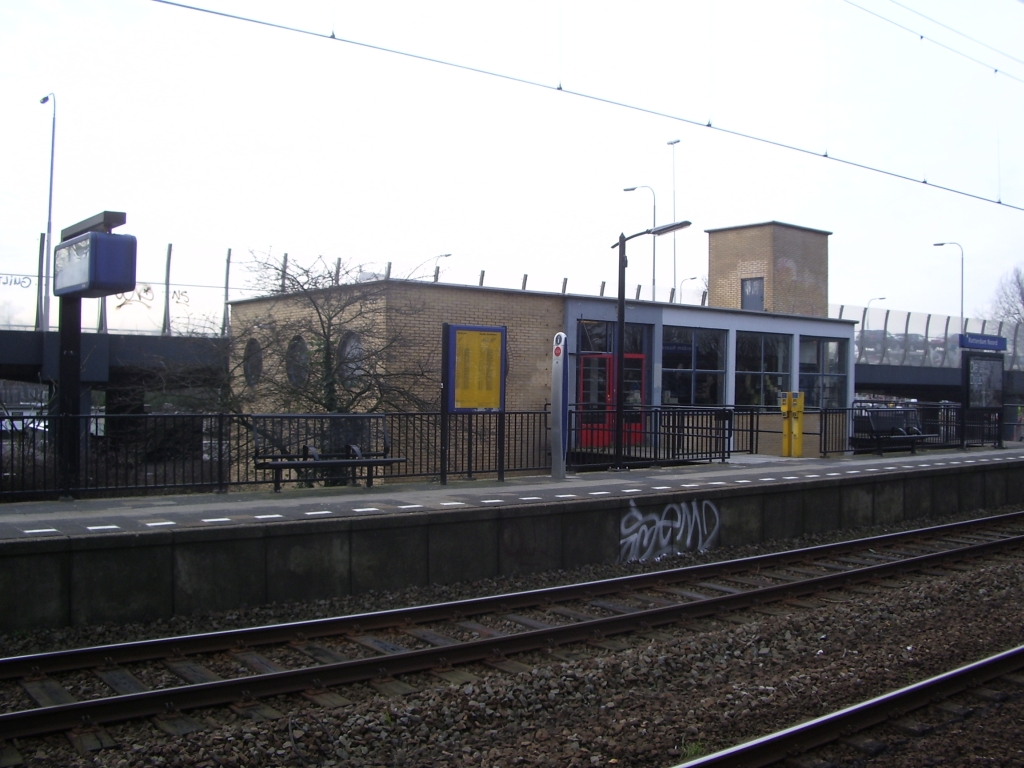
Het stationsgebouw aan de perronzijde
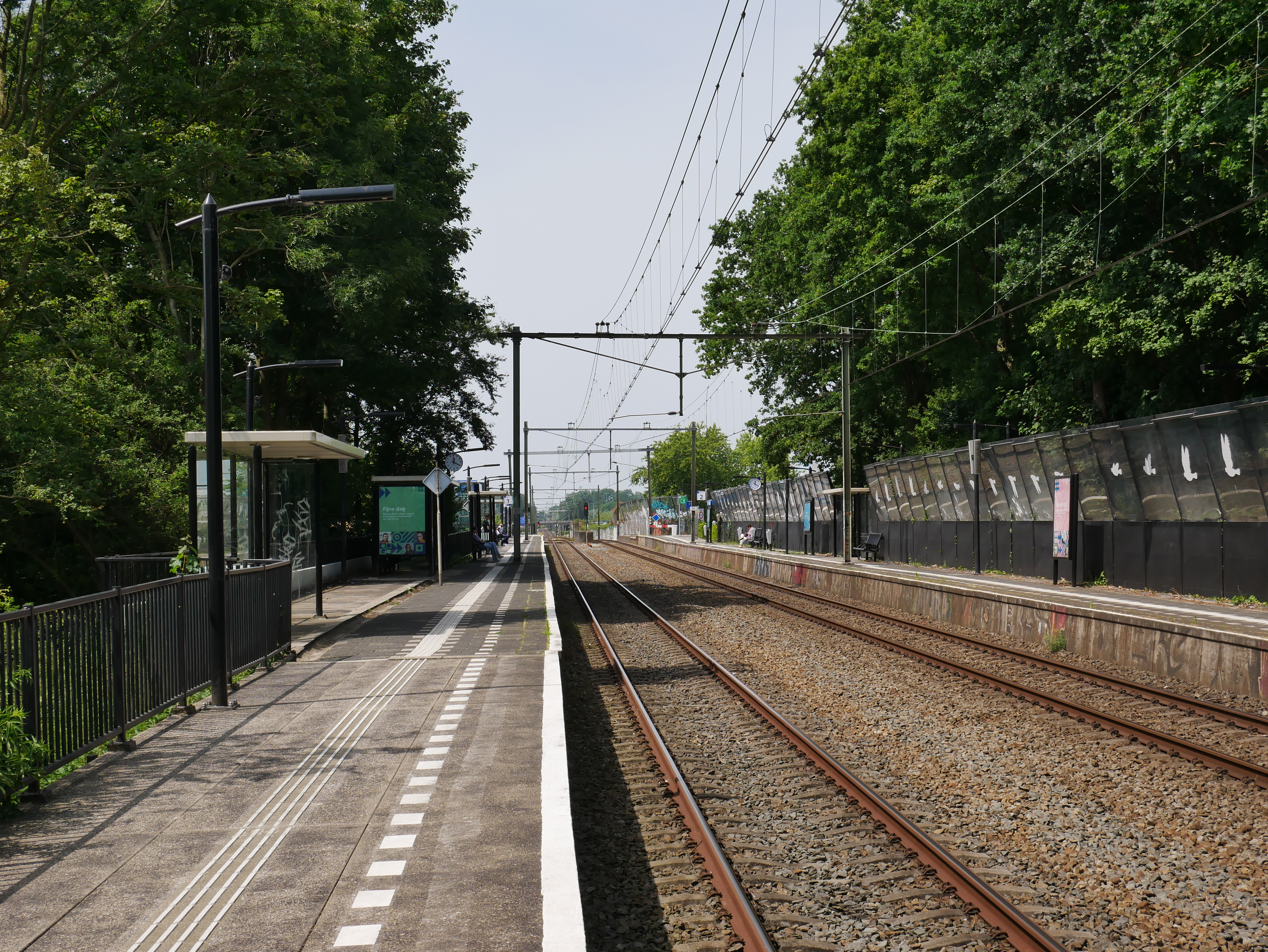
Perrons
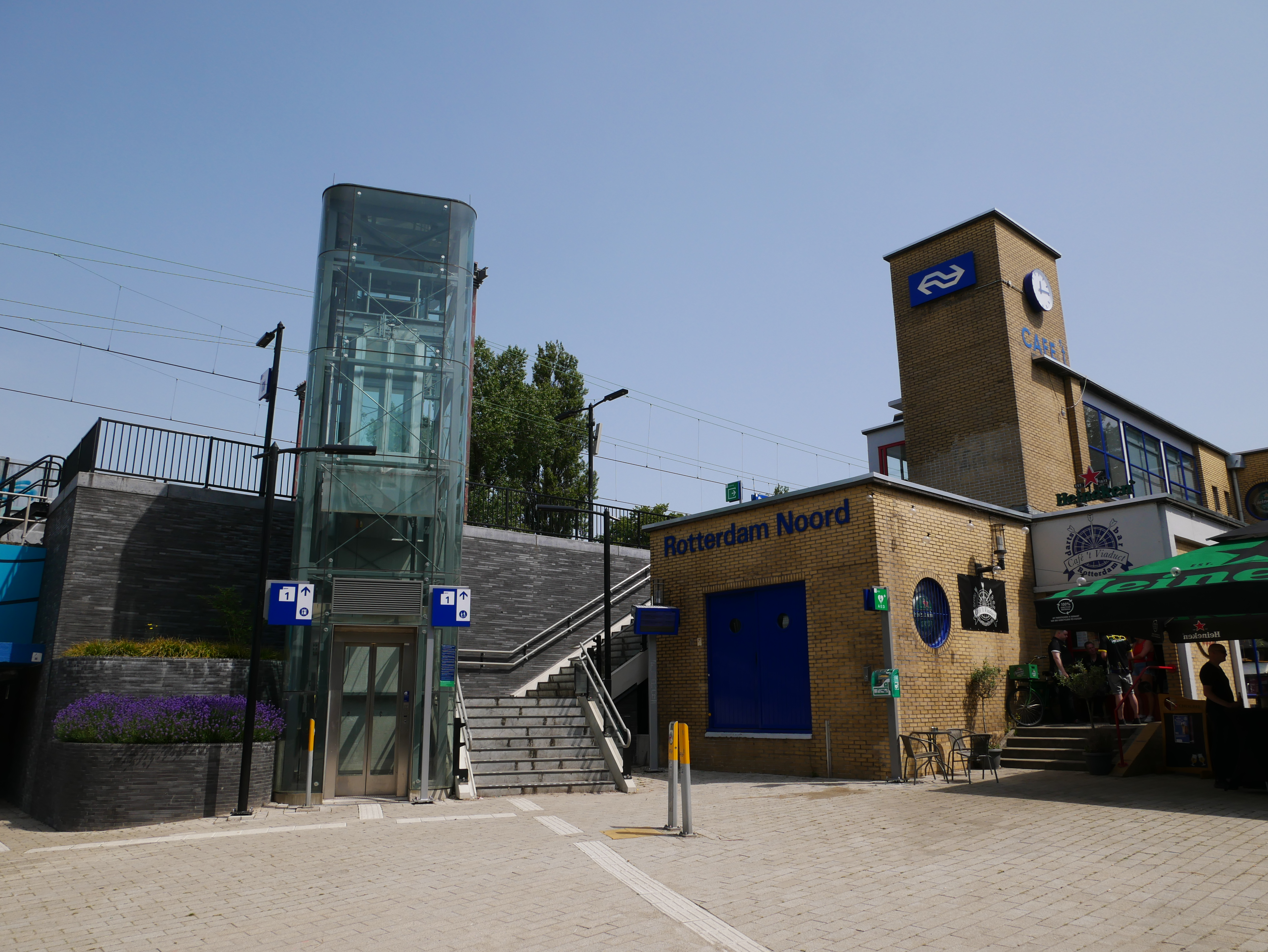
Station in 2022
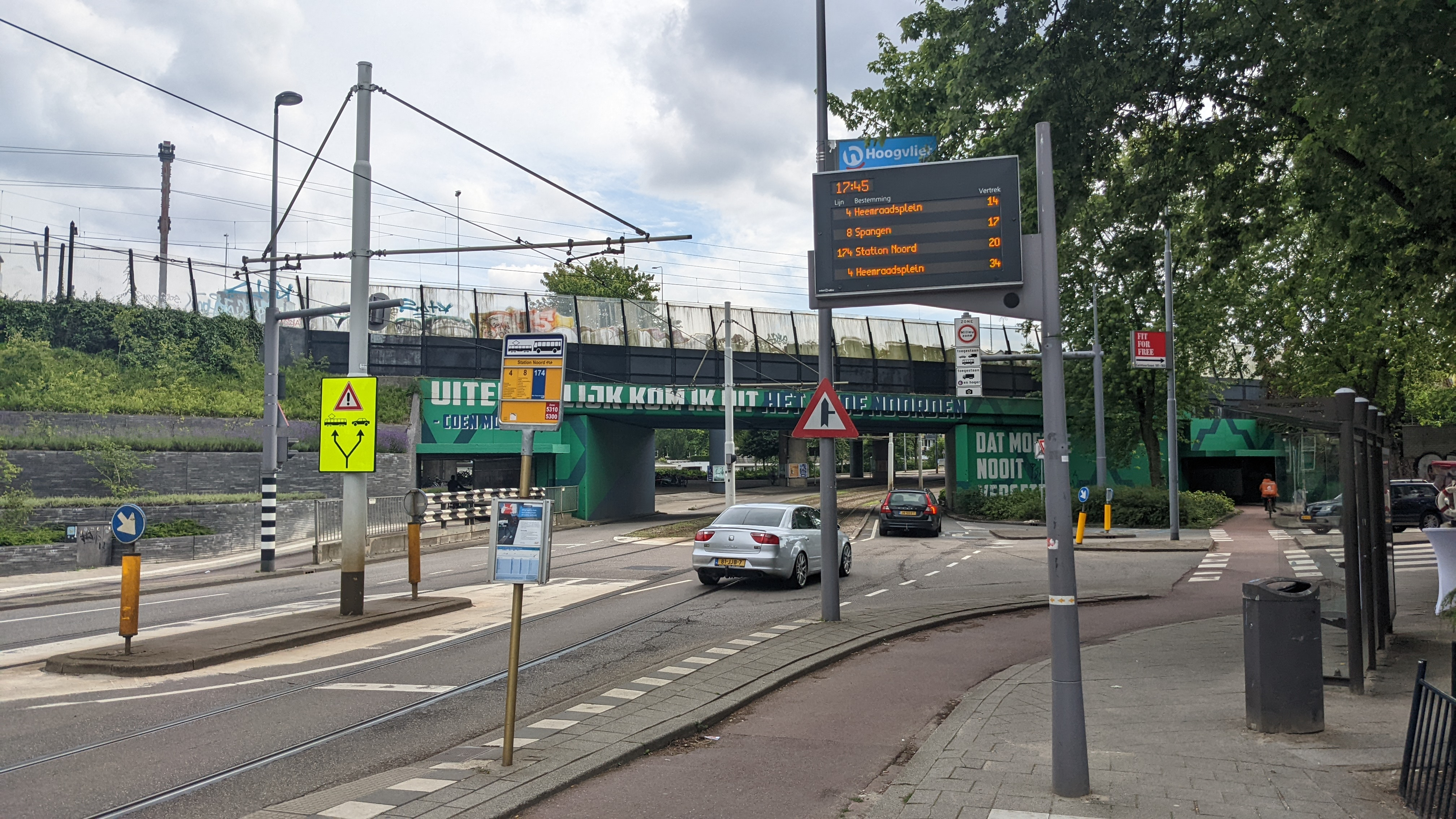
Bushalte op het station
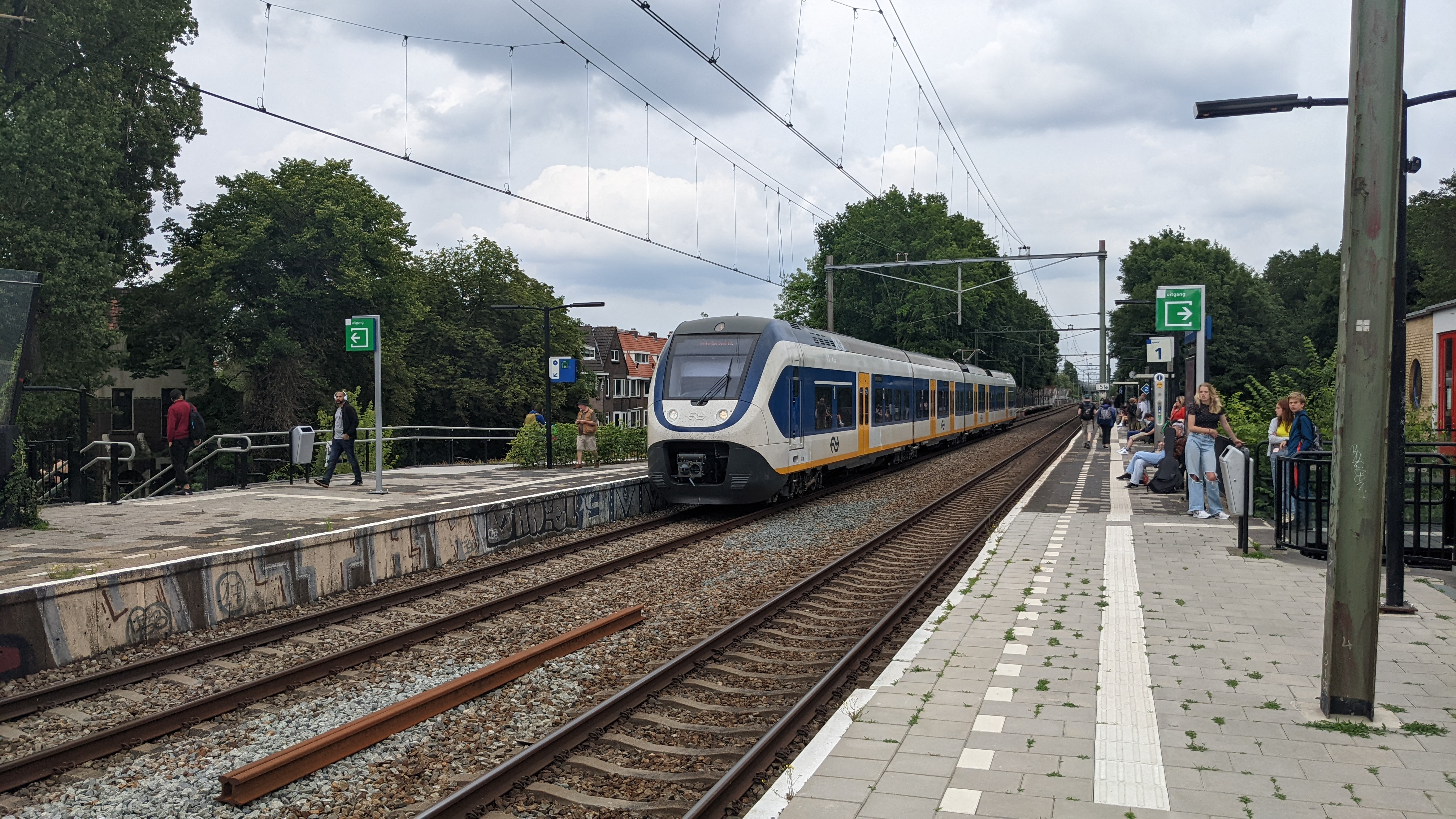
SLT op het station